# Gramática do catalão
A gramática catalã é a gramática da língua catalã.

## Morfologia

### Artigos e substantivos
Em catalão, todos os substantivos (incluindo os que se referem a objetos inanimados ou conceitos abstratos) são ou masculinos ou femininos : por exemplo el llibre ("o livro", masculino), la taula ("a mesa", feminino).
O artigo definido e indefinido (derivados do latím ille e unus, respectivamente) têm as seguintes formas:
| artigo definido | artigo definido | artigo definido |
| --------------- | --------------- | --------------- |
|                 | masculino       | feminino        |
| singular        | el, l'          | la, l'          |
| plural          | els             | les             |

| artigo indefinido | artigo indefinido | artigo indefinido |
| ----------------- | ----------------- | ----------------- |
|                   | masculino         | feminino          |
| singular          | un                | una               |
| plural            | uns               | unes              |

A elisão l' é usada antes de substantivos masculinos que começam com uma vogal (ou h seguido por uma vogal) e antes de substantivos femininos com uma vogal que não (h)i e (h)u não acentuados:
- masculino: el llibre ("o livro") vs. l'amic ("o amigo"), l'imperi ("o império")
- feminino: la taula ("a mesa") vs. l'amiga ("a amiga"), l'illa ("a ilha", com i acentuado) mas la idea ("a idéia", com i não acentuado)

As formas acima são as usadas no catalão padrão e central. Pode-se encontrar outras formas em dialetos e arcaísmos. Por exemplo, na Catalunha Ocidental, os artigos definidos masculinos lo e los são usados ao invés de el e els.
Nas Ilhas Baleares, o dialeto local possui uma origem diferente para o artigo definido: o determinante latino ipse, significando "aquele próprio" ou "aquele mesmo". Os artigos definidos do sardo são similares.
| Artigos definidos baleares | Artigos definidos baleares | Artigos definidos baleares |
| -------------------------- | -------------------------- | -------------------------- |
|                            | masculino                  | feminino                   |
| singular                   | es, s'                     | sa, s'                     |
| plural                     | ses                        | ses                        |

### Adjetivos
Um adjetivo em catalão tem que concordar em gênero e número com o substantivo o qual ele qualifica. Os adjetivos podem ser divididos em três grupos:
- Os com quatro formas: masculino singular: "blanc" ("branco"), feminino singular: "blanca", masculino plural: "blancs", feminino plural: "blanques".
- Os com três formas: singular: "feliç" ("feliz"), masculino plural: "feliços", feminino plural: "felices".
- Os com duas formas: singular: "diferent" ("diferente"), plural: "diferents".

### Pronomes fortes
Os pronomes "fortes" comuns em catalão são os seguintes:
| pronome catalão | equivalente em português |
| --------------- | ------------------------ |
| jo              | eu                       |
| tu              | tu (singular)            |
| ell             | ele (masculino)          |
| ella            | ela (feminino)           |
| nosaltres       | nós                      |
| vosaltres       | vós (plural)             |
| ells            | eles (masculino)         |
| elles           | elas (feminino)          |

O pronome da primeira pessoa do singular tem a forma especial mi após uma preposição: amb mi "comigo".

### Pronomes fracos
A forma de um pronome fraco em catalão depende
1. de sua posição com relação ao verbo, e se é adjacente a uma vogal ou uma consoante no verbo,
2. da pessoa (primeira pessoa / segunda pessoa / terceira pessoa)
3. do gênero gramatical e
4. de sua função sintática.

O diagrama abaixo mostra todas as diferentes formas.
Exemplos: 
- Em sentiu. ("Você me escutou.")
- Això m'agrada ("Eu gosto daquilo."; lit. "Aquilo me agrada")
- En Joan no vol seguir-me. ("João não quer seguir-me.")
- Dóna'm un llibre. ("Dê-me um livro.")

#### Pronomes fracos: Diagrama
| Pessoa | Função sintática               | Antes de um verbo que começa com uma consoante | Antes de um verbo que começa com uma vogal | Depois de um verbo que termina com uma consoante | Depois de um verbo que termina com uma vogal |
| ------ | ------------------------------ | ---------------------------------------------- | ------------------------------------------ | ------------------------------------------------ | -------------------------------------------- |
| 1sg.   |                                | em                                             | m'                                         | -me                                              | 'm                                           |
| 2sg.   |                                | et                                             | t'                                         | -te                                              | 't                                           |
| 3sg.   | (a) reflexive / subject        | es                                             | s'                                         | -se                                              | 's                                           |
| 3sg.   | (b) objeto direto (m.)         | el                                             | l'                                         | -lo                                              | 'l                                           |
| 3sg.   | (c) objeto direto (f.)         | la                                             | l'                                         | -la                                              | -la                                          |
| 3sg.   | (d) objeto neutro              | ho                                             | ho                                         | -ho                                              | -ho                                          |
| 3sg.   | (e) objeto indireto (m. ou f.) | li                                             | li                                         | -li                                              | -li                                          |
| 1pl.   |                                | ens                                            | ens                                        | -nos                                             | 'ns                                          |
| 2pl.   |                                | us                                             | us                                         | -vos                                             | us                                           |
| 3pl.   | (a) reflexivo / sujeito        | es                                             | s'                                         | -se                                              | 's                                           |
| 3pl.   | (b) objeto direto (m.)         | els                                            | els                                        | -los                                             | 'ls                                          |
| 3pl.   | (c) objeto direto (f.)         | les                                            | les                                        | -les                                             | -les                                         |
| 3pl.   | (e) objeto indireto (m. ou f.) | els                                            | els                                        | -los                                             | 'ls                                          |
| —      | (f) partitivo                  | en                                             | n'                                         | -ne                                              | 'n                                           |
| —      | (g) locativo                   | hi                                             | hi                                         | -hi                                              | -hi                                          |

(a) Forma reflexiva e sujeito pronominal formam
Reflexivo: "La nena es renta." ("A memina lava-se.")
Pronominal: "Tots es van penedir d'això." ("Todos se arrependem disto.")